# یواس‌ان‌اس سومنر (تی-ای‌جی‌اس-۶۱)
یواس‌ان‌اس سومنر (تی-ای‌جی‌اس-۶۱) (به انگلیسی: USNS Sumner (T-AGS-61)) یک کشتی است که طول آن ۳۲۸ فوت ۶ اینچ (۱۰۰٫۱۳ متر) می‌باشد. این کشتی در سال ۱۹۹۴ ساخته شد.